# Lütgenade
Lütgenade ist ein Ortsteil des Fleckens Bevern im Landkreis Holzminden in Niedersachsen.

## Geografie

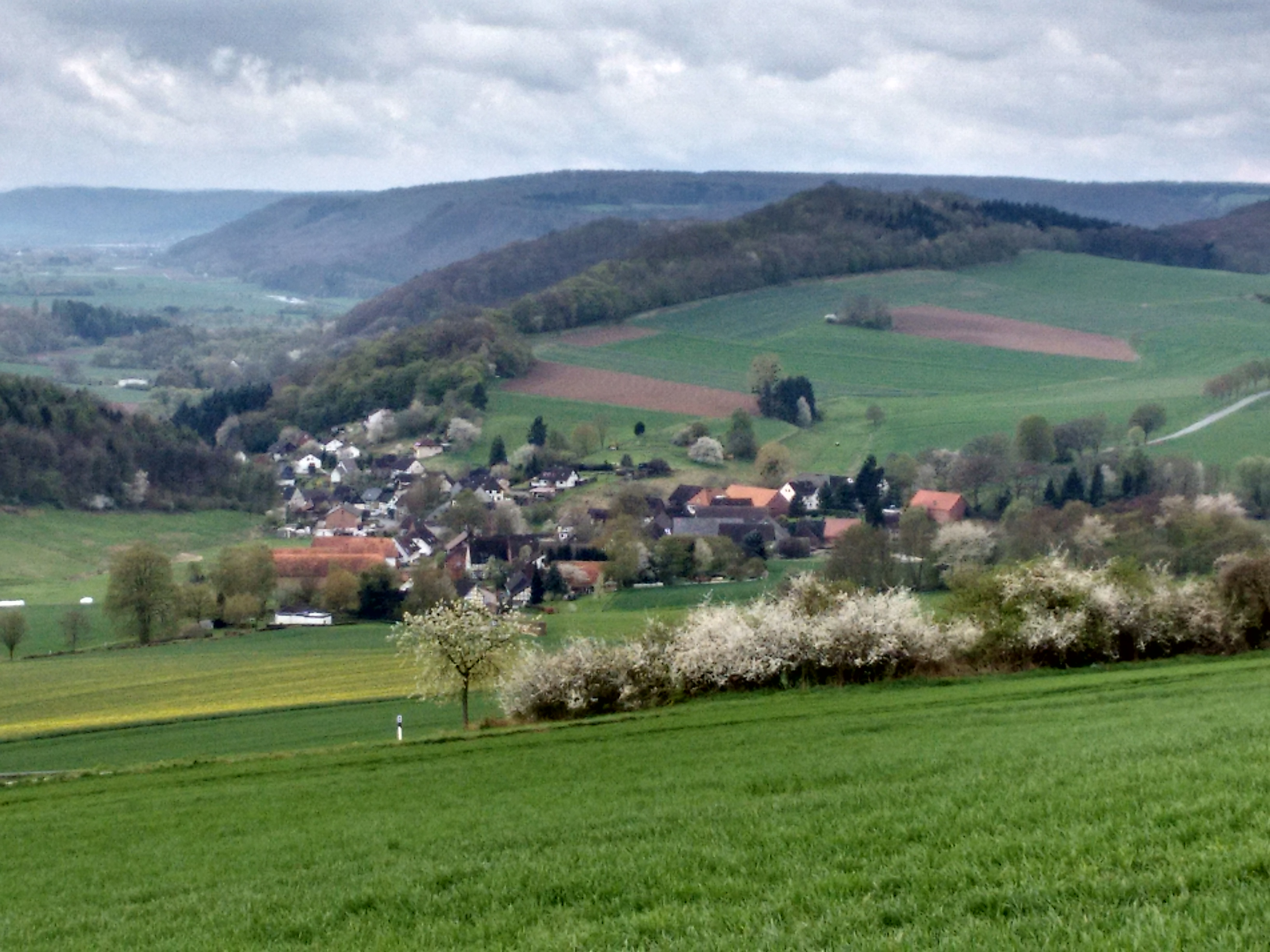
Blick auf Lütgenade (2017)

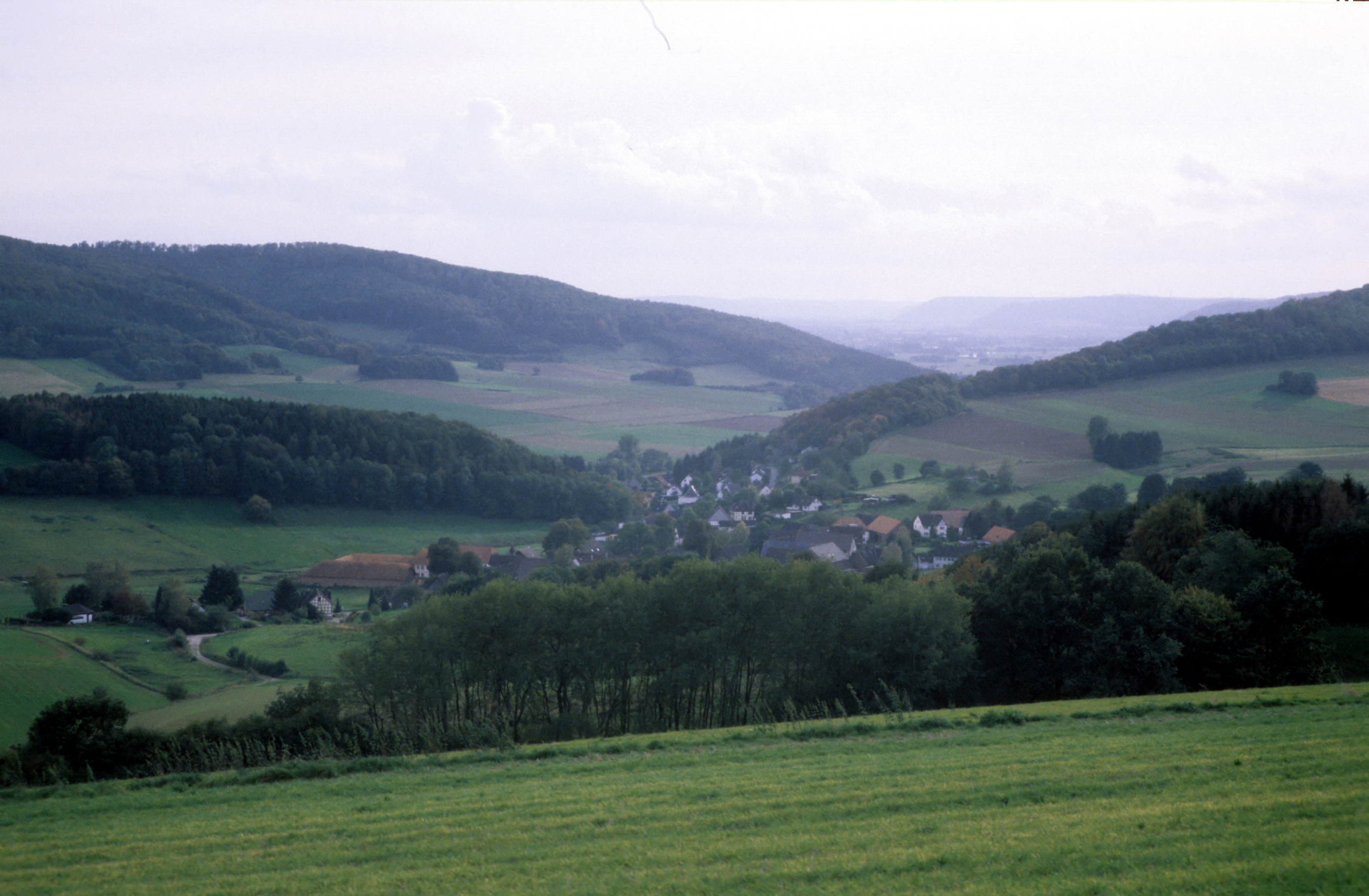
Blick auf Lütgenade (2004)

Lütgenade liegt westlich von Warbsen und östlich von Reileifzen. Südlich des Ortsteils befindet sich der Hauptort Bevern.  

## Geschichte
Lütgenade wurde erstmals in einer Urkunde von 1197 als Lutkenh A erwähnt. Im späten Mittelalter lag der Ort wüst, wurde aber seit 1493 wieder besiedelt.
Um 1500 wurde erstmals eine Dorfkapelle errichtet.
1818 wurde diese in der Reileifzer Straße Nr. 5 zusammen mit der Schule abgerissen und eine neue am 17. Oktober 1819 eingeweiht. Heute dient das Gebäude als Wohnhaus. 
1870 wurde eine neue Kapelle in Verbindung mit einer Volksschule in der Brunnenstraße gebaut.
1877 wurde der noch heute bestehende Männergesangverein gegründet.
1936 wurde der Glockenturm vom Schulgebäude auf das Kapellengebäude umgesetzt.
Am 1. Mai 1913 wurde der FC Herta Lütgenade/Warbsen gegründet und besteht heute aus den Sparten Fußball, Damengymnastik und Volleyball.
Im Dorf ist die noch in privater Nutzung befindliche Weiße Mühle, die heute zwar kein Getreide mehr mahlt (Einstellung 1998), aber noch die Technik aus dem Jahre 1951 hat um eigenen Strom zu erzeugen.
Bis zum 31. Dezember 1972 war Lütgenade eine eigenständige Gemeinde mit eigener Polizeiwache. Im Zuge der kommunalen Neuordnung zum 1. Januar 1973 wurde Lütgenade der Gemeinde Bevern (innerhalb der Samtgemeinde Bevern) zugeordnet.
Im Ort gibt es mehrere Bauernhöfe.

## Verkehr
Verkehrstechnisch verbunden ist Lütgenade über die Landesstraße L 580.